# Dąbrówka Mała (Barczewo)
Dąbrówka Mała (deutsch Klein Damerau) ist ein Ort in der polnischen Woiwodschaft Ermland-Masuren. Er gehört zur Gmina Barczewo (Stadt-und-Land-Gemeinde Wartenburg in Ostpreußen) im Powiat Olsztyński (Kreis Allenstein).

## Geographische Lage
Dąbrówka Mała liegt am Nordufer des Klein Damerauer Sees (polnisch Jezioro Dąbrówka Mała) im Westen der Woiwodschaft Ermland-Masuren, 13 Kilometer nordöstlich der Kreis- und Woiwodschaftshauptstadt Olsztyn (deutsch Allenstein).

## Geschichte
Der kleine Gutsort Damerau  – die Zusatzbezeichnung erhielt er erst nach 1785  –   wurde 1398 gegründet. Im Jahre 1820 wurde das adlige Gut Klein Damerau mit zwei Feuerstellen bei acht Einwohnern erwähnt, und die Volkszählung am 3. Dezember 1861 ergab zwei Wohngebäude bei 20 Einwohnern.
Als 1874 der Amtsbezirk Maraunen (polnisch Maruny) im ostpreußischen Kreis Allenstein errichtet wurde, wurde der Gutsbezirk Klein Damerau ein Teil desselben. Im Jahre 1910 zählte der Gutsort 15 Einwohner.
Zu einem nicht näher bezeichneten Zeitpunkt kam Klein Damerau zur Landgemeinde Neu Maraunen, die 1928 in „Maraunen“ umbenannt wurde.
Als 1945 in Kriegsfolge das gesamte südliche Ostpreußen an Polen fiel, erhielt Klein Damerau die polnische Namensform „Dąbrówka Mała“. Heute ist der kleine Ort „część wsi Biedowo“ (= „ein Teil des Dorfes Biedowo“), liegt er doch auch nur 800 Meter weiter südlich. Somit gehört er zur Stadt-und-Land-Gemeinde Barczewo (Wartenburg i. Ostpr.) im Powiat Olsztyński (Kreis Allenstein), von 1975 bis 1998 der Woiwodschaft Olsztyn, seither der Woiwodschaft Ermland-Masuren zugeordnet.

## Kirche
Bis 1945 war Klein Damerau in die evangelische Kirche Wartenburg (Ostpreußen) (polnisch Barczewo) in der Kirchenprovinz Ostpreußen der Kirche der Altpreußischen Union, außerdem in die römisch-katholische Kirche St. Anna Wartenburg eingepfarrt.
Heute gehört Dąbrówka Mała wieder zur römisch-katholischen Pfarrei in Barczewo, die jetzt zum Erzbistum Ermland gehört. Evangelischerseits halten sich die Einwohner zur Christus-Erlöser-Kirche Olsztyn (Allenstein) in der Diözese Masuren der Evangelisch-Augsburgischen Kirche in Polen.

## Verkehr
Dąbnrówka Mała liegt an einer Nebenstraße, die die Stadt Barczewo (Wartenburg) mit Barczewko (Alt Wartenburg) verbindet. Eine Anbindung an den Bahnverkehr besteht nicht.